# Lito Peña
Angel Peña Plaza (Lito Peña; * 17. Juli 1921 in Humacao; † 9. Juni 2002 in San Juan) war ein puerto-ricanischer Saxophonist, Bandleader, Komponist und Arrangeur. 
Peña wuchs als fünftes von neun Kindern von  Juan Peña Reyes und Bertha Plaza auf. Er lernte als Kind u. a. Klarinette, Saxophon und Klavier zu spielen, wurde Mitglied in der Band seines Vaters  und war Organist in der Kirche seiner Heimatstadt. Nach der Dienstzeit in der US Army wurde er Ende der 1940er Jahre zunächst Mitglied im Orchester von Armando Castro, dann Tenorsaxophonist im Orchester von Rafael González Peña. Schließlich holte ihn der Komponist César Concepción in seine Band.
1954 gründete er mit dem Trompeter Berto Torres und dem Pianisten Luisito Benjamin das Orquesta Panamericana, dessen Leiter er wurde. Dieses wurde erfolgreich mit Titeln wie  Gracias mundo und Ay que rica es (gesungen von Ruth Fernández), Teenager, Mi pueblo señorial, Es de Borinquen, La sazón de abuela, El tiburón, Te cogí ajá, El chico de Loíza Aldea und dem von Víctor Mojica gesungenen Bolero Cuando llega el amor. Neben Fernández und Mojica nahmen auch Sänger wie Ismael Rivera, Eladio Peguero, Chico Rivera, Gilberto Monroig, Felipe Rodríguez und Manolin mit diesem Orchester auf.
1960 gründete Peña mit Unterstützung von Pablo Casals das Conservatorio de Música de Puerto Rico, wo er selbst u. a. bei Julián Bautista und José Castro studierte. Mitte der 1960er Jahre engagierte der Produzent Tommy Muñiz sein Orchester für die Show del Mediodía, die täglich bei WAPA TV gesendet wurde. Weitere Fernsehauftritte hatte das Orquesta Panamericana in Esto no tiene nombre und El show de Tommy. 1979 trat er nach 25 Jahren von der Leitung des Orchesters zurück.
Im gleichen Jahr komponierte Peña  im Auftrag der Veranstalter die Musik für die Panamerikanischen Spiele. 1985 beauftragte ihn das Instituto de Cultura Puertorriqueña mit der Leitung der Banda Estatal de Puerto Rico. Diese trat bei vielen offiziellen Anlässen auf und nahm 2000 am Festival de la Danza y la Música Coral Puertorriqueña und am Festival Artístico para Personas con Necesidades Especiales y sus Amigos teil. Beim Festival de Castellón de la Plana wurde er 2001 mit der Silbermedaille ausgezeichnet. Von seinen drei Kindern wurde auch Cuco  Peña als Musiker bekannt.